# Mitrophrys aequepartita
Mitrophrys aequepartita là một loài bướm đêm trong họ Noctuidae.